# Mania (personaje)
Mania (también conocida como Venom y Maniac) es un personaje ficticio que aparece en los cómics estadounidenses publicados por Marvel Comics. Apareció por primera vez en Venom # 1 y fue creado por Daniel Way y Francisco Herrera. Perteneciente a una raza de parásitos extraterrestres amorfos conocidos como Simbiontes, sus anfitriones son Patricia Robertson, Andrea "Andi" Benton y Lee Price.

## Historial de publicaciones
El simbionte Mania apareció por primera vez en la serie limitada Venom de 2003 de Daniel Way y Francisco Herrera como "Venom" con la primera presentadora Patricia Robertson. No se refirió a ella como Mania hasta que el relanzamiento de 2011 comenzó por Rick Remender y Cullen Bunn, con Bunn bautizando al personaje como Mania. El segundo y más importante anfitrión Andrea Benton fue creado por Bunn también, mientras que el tercer anfitrión Lee Price fue creado por Mike Costa.

## Anfitriones
El simbionte Mania fue clonado a partir de un trozo de la lengua del simbionte original Venom que fue obtenido por la Corporación Ararat, destinado a facilitar el objetivo de Bob de exterminar toda la vida en la Tierra. Diseñado en el Laboratorio Mesa Verde de Corporación Ararat en Nuevo México, el clon simbionte inicialmente se negó a vincularse con cualquiera de los sujetos de prueba ofrecidos como anfitriones, en lugar de eso optó por matarlos brutalmente, no para devorarlos, sino por un placer sádico. Pero cuando se le presentó la posibilidad de elegir entre dos posibles anfitriones, el anciano enfermo mental Alfonse Poina y el recluso Eric Moody, condenado por matar a seis hombres, el simbionte atacó a ambos. Cuando Moody logró luchar contra él, el simbionte se unió a Poina, burlándose de Moody por haber sido violado en la prisión, recuerdos que obtuvo al estar en contacto con él, antes de violarlo y matarlo implícitamente.

### Patricia Robertson
Después de matar deliberadamente a su anfitrión al drenarlo de sus fluidos vitales, Bob consideró que el simbionte (ahora conocido como Venom) estaba listo y lo envió a un laboratorio de la Corporación Ararat en el Ártico canadiense, donde después de diecinueve meses Bob lo liberó de la contención y mató a todos menos a uno de los científicos. Poco después, Patricia Robertson, un teniente del Ejército de los EE. UU. estacionado en la cercana estación de radar de Christmastown, llegó al laboratorio con un recado y el simbionte Venom la atrajo al interior haciéndose pasar por alguien que pedía ayuda. Mientras Robertson investigaba la carnicería, el simbionte Venom se unió a Ivan, uno de sus perros de trineo, y fue llevado de regreso a la base de Christmastown. El simbionte Venom se separó del perro y se unió a Harold Saunders, transfiriéndose al coronel Michael Malone esa noche y enterrando el cadáver de Saunders en la nieve, donde fue desenterrado y comido parcialmente por Ivan al día siguiente. El simbionte Venom se hizo pasar por Malone hasta que consiguió al sobreviviente de Ararat, Perry, solo y luego lo atacó. Cuando Robertson y Daniel Jackson respondieron a los gritos de Perry, el simbionte Venom los atacó y estaba a punto de transferirse a Robertson cuando fue atacado por un hombre extraño con un traje negro, empuñando un teléfono celular capaz de disparar rayos. La intervención de Jackson para proteger a su CO permitió al simbionte Venom escapar, perseguido por el Traje. Habiendo drenado a Malone hasta la muerte, el simbionte Venom tendió una trampa para el Traje y lo emboscó, haciéndolo pedazos y revelando que era una construcción artificial ensamblada por máquinas extraterrestres con forma de araña.
Al encontrar a Jackson y Robertson atados juntos en un armario de almacenamiento, el simbionte Venom se hizo cargo de Jackson y le dijo a Robertson que ya había matado a los otros miembros del equipo. Cuando Robertson le preguntó si también la iba a matar, el simbionte Venom dijo que porque le gustaba le iba a dar una oportunidad deportiva primero, rompiendo sus ataduras. Tras hacer tropezar a Patricia antes de que pudiera escapar, el simbionte Venom atacó, regodeándose de su terror. Antes de que pudiera matarla, Jerome Delacroix intervino y lo apuntó a punta de pistola, pero el simbionte Venom lo tomó desprevenido al revelar la cara de su anfitrión y lo noqueó. Para torturar a Robertson, el simbionte Venom le dijo que iba a consumir a Delacroix de adentro hacia afuera antes de regresar por ella, y se fue para transferirse a su nuevo anfitrión. Recuperando y capullando los cadáveres de sus antiguos anfitriones y dejándolos en exhibición, el simbionte Venom atacó a Robertson una vez que los encontró, pero accidentalmente le disparó en el pecho con su lanzagranadas. Separado del cuerpo drenado de Delacroix, el simbionte de Venom se apoderó de Perry después de que él y Robertson fueron noqueados por el Traje reconstituido que hizo explotar los vehículos de la instalación, haciéndose pasar por él en un intento de engañar a Robertson para que lo ayudara a escapar. Cuando el Traje los enfrentó, el simbionte Venom instó a Robertson a matarlo, pero el Traje reveló su engaño. Habiendo drenado a Perry hasta la muerte, el simbionte Venom evitó que el Traje matara a Robertson y lo desgarró nuevamente, luego se unió a Ivan y escapó al desierto.
Dirigido al asentamiento más cercano, Voici en los Territorios del Noroeste, el simbionte Venom se transfirió a un cuervo cuando el perro de trineo murió, saltando a un hombre llamado Orrie y de él a otro hombre llamado Clem, usando su skidoo para viajar por el resto del mundo. camino a Voici. Habiendo drenado a Clem, el simbionte Venom se detuvo en un restaurante propiedad de una mujer llamada Nan, haciéndose pasar por su anfitriona y le dijo a un hombre mayor llamado Yooper que tenía la intención de matar y comer a todos. Tomando el control de Nan, el simbionte Venom fingió huir del restaurante y fue atacado por Vic y Frankie, agentes enviados por la Corporación Ararat para convertirse en sus anfitriones. Cuando Wolverine intervino, el simbionte Venom se reveló y atacó, viéndolo como el anfitrión ideal debido a su factor de curación y sus garras de adamantium. La pelea del simbionte Venom con Wolverine fue interrumpida por el Traje, quien aparentemente mató a Logan, pero el simbionte Venom le informó burlonamente al Traje que se uniría con Wolverine una vez que se curara. Su confrontación fue interrumpida por Vic, quien se ofreció al simbionte Venom, pero el Traje le dijo al simbionte Venom que Vic había sido equipada con un collar cibernético que se conectaba a su cerebro y le permitiría controlarlo. Cuando Yooper salió del restaurante, el simbionte Venom lo seleccionó como su próximo anfitrión y se aferró a una bala disparada por Vic, uniéndose al anciano y preparándose para reanudar la pelea. Vic se retiró y se reunió con Frankie, que había capturado a Robertson, en su nave, arrojando una bomba atómica sobre Voici para matar a cualquier otro anfitrión potencial.
El simbionte Venom sobrevivió a la bomba nuclear al apoderarse de un enjambre de cucarachas, matando a Frankie. El simbionte Venom luego tendió una emboscada a Wolverine y se apoderó de él, cortando el Traje en pedazos y atacando a Robertson, a quien el Traje había equipado con el collar cibernético de Vic. A pesar de estar unido al anfitrión ideal, el simbionte Venom se preparó para saltar a Robertson, pero fue interrumpido por la llegada de un segundo Vic y Frankie. Chocando su nave, el simbionte Venom secuestró y mató a Frankie 2.0, dejando que Vic 2.0 tropezara con el cadáver de Vic 1.0 y tuviera una crisis existencial, aparentemente suicidándose. El simbionte Venom regresó para atacar a Robertson, quien usó un teléfono que el Traje construyó para detonar su teléfono original, que había sido implantado en el pecho de Wolverine. Separado de su anfitrión, el simbionte Venom se unió a Robertson, informándole de su propósito.
Robertson, como She-Venom, viajó a Nueva York para matar a Eddie Brock después de enterarse del propósito del simbionte Venom clonado. Su primera batalla terminó de manera inconclusa debido a la intervención de S.H.I.E.L.D. y Spider-Man. El collar de control de Robertson fue desactivado por Bob, lo que permitió que el simbionte Venom clonado comenzara a apoderarse de ella, pero antes de que perdiera por completo el control, el Traje y Vic 2.0 lo repararon, quienes habían tomado la identidad de Frankie y se habían vuelto contra la Corporación Ararat. Frankie reveló que el simbionte Venom clonado había sido diseñado para fusionarse e inducir hormonas reproductivas en el simbionte Venom original para dar a luz a una horda de simbiontes que exterminarían toda la vida en la Tierra. Robertson fue llevada a Los 4 Fantásticos, quienes tenían la intención de usarla para atraer a Brock a una trampa y dejar que el Traje lo matara. El Sr. Fantástico y la Antorcha Humana la llevaron a un lugar seguro, pero Bob los atacó y los incapacitó. Haciéndose pasar por el Traje de nuevo, engañó a Robertson para que fuera tras Brock y desactivó el collar de control una vez que ella estuvo dentro del alcance. El simbionte Venom clonado la abandonó de inmediato y fue absorbido por el simbionte original Venom, lo que hizo a Brock aún más poderoso que nunca y preparó el escenario para el final del plan de Bob.
Durante "Absolute Carnage", Patricia todavía sufre de pesadillas de su experiencia, mientras que también se encuentra siendo adicta a sus antiguos poderes. Había estado espiando a Andi Benton y reuniendo armas contra simbiontes. Finalmente se encontró con Scream, quien junto con los secuaces de Carnage habían estado recolectando códices de anfitriones anteriores. Al emboscar a la criatura, el simbionte Scream deja el esqueleto de Donna Diego y se une a Patricia, quien se ve abrumada por las voces del simbionte Scream y la conciencia de Donna y se ve obligada a cosechar otros códices, y finalmente se encuentra con Andi, a quien Patricia odiaba a Andi habiendo "robado" y perdido su simbionte anterior.

### Andi Benton
Después de Dark Reign y Spider-Man: Big Time, el simbionte Venom fue retirado por la fuerza de su entonces anfitrión Mac Gargan en La Balsa, y luego se unió a Flash Thompson como un nuevo anfitrión que actuaba como profesor de gimnasia sustituto en Filadelfia. Andrea Benton (uno de los estudiantes de Flash) se vio envuelto en su enemistad con el supervillano Jack O'Lantern que trató de matarla con gas venenoso. Flash envió lo que pensó que era parte del simbionte Venom para protegerla, lo que terminó uniéndose con Andrea en lugar de solo protegerla de su muerte inminente. Andi abrazó abiertamente el poder que se le había dado y lo usó para vengarse del señor del crimen Lord Ogre, responsable de la muerte de su padre. Sus actividades como "Mania" llamaron la atención de los agentes del Departamento de Armamento Oculto Crossbones y Master Mayhem que estaban recolectando la Marca Infernal, que Mania llevaba.
Cuando Venom y Mania intentaron ponerse en contacto con Mephisto para eliminar la Marca Infernal de Andi, Mephisto reveló que la parte del simbionte que Mania llevaba era en realidad el clon simbionte que logró escupir, purgando la Marca Infernal con él. Andrea permaneció unida al simbionte Mania cuando Flash partió al espacio, usándolo para combatir el crimen, pero la Marca Infernal gradualmente comenzó a corromper a Andi, llevándola a una sed de sangre asesina cuando comenzó a agredir brutalmente a los criminales.
Después de enterarse de que la posesión de la Marca Infernal había empeorado, Flash regresó a la Tierra y capturó a Mania, quitando el simbionte Mania de Andi con la ayuda de Spider-Man y reabsorbiéndolo en el simbionte Venom para limpiarlo. Flash pronto se enteró de que la Marca Infernal había pasado del simbionte Mania a su anfitrión, y Andi, poseída por la Marca Infernal, atacó a Flash con la intención de matarlo y tomar el simbionte Venom y su clon para ella. Los efectos de Marca Infernal fueron suprimidos una vez que los aliados de Flash llegaron y le proporcionaron un elixir purificador del planeta Wenb que inyectó en Andi. Flash también le devolvió el simbionte Mania a Andi, y ambos se propusieron encontrar una cura permanente para la condición de Andi.
En Venomverso, fue convocada por el Doctor Strange Venomizado junto con otros Venoms de realidades alternativas en la lucha contra la raza alienígena conocida como los Venoms. Al final fueron "victoriosos", ella junto con los Venoms sobrevivientes regresaron a su hogar.
Después de separarse de su simbionte Mania y la muerte de Flash, Andi comenzó a trabajar en una tienda de discos, a pesar de estar perseguida por las pesadillas del simbionte Mania. Finalmente, Cletus Kasady fue tras ella y trató de sacar el códice de su cuerpo, pero Andi usó la Marca Infernal para invocar a Hellfire y los Monstruos del Mal, que fueron rápidamente asesinada por Cletus, y luego Andi formó una armadura demoníaca a su alrededor y logró escapar de Cletus, dejándola para advertir a Eddie.
Asomándose sobre Scream y Andi Benton, Carnage pregunta burlonamente si pensaban que estaba demasiado ocupado para venir y manejar las cosas él mismo, señalando que matar a Andi es personal. Andi, vacilante, le pide ayuda a Scream, pero Scream, marcado por el sello en espiral de Knull, responde que no tiene más remedio que obedecer las órdenes de Carnage. Con un grito de desesperación, Andi corre, dejando a Carnage y Scream mirándola hasta que Carnage le pregunta qué está esperando Scream, y le ordena traer a Andi de regreso para que pueda alimentar a la bestia.
Persuadiendo al simbionte Scream de resistir el control de Knull por segunda vez, Patricia se sacrificó en un intento por salvar la vida de Andi, y el simbionte Scream dejó su cadáver y se unió a Andi. Transformada en una versión pelinegra del simbionte Scream, Andi se libera del gancho de carne y siente que el simbionte Scream le cura las heridas; deleitarse con el poder de estar unido a un simbionte una vez más. Andi señala que puede sentir no solo la voz mental del simbionte Scream, sino también las de la horda de doppelgänger de Carnage. Siente que Carnage intenta obligarla a obedecer su voluntad, pero se burla de que nunca le gustó hacer lo que le dijeron. Atrapando el brazo de Carnage con su pelo de zarcillo, Scream desata un torrente de fuego del infierno desde sus fauces, disparando a Carnage en la cara. Al replicar que pensó que ella habría recordado su inmunidad al fuego después de su último encuentro, Carnage intenta empalar al nuevo Scream como lo había hecho con Patricia, pero ella salta sobre él. Lanzándose hacia ella, Carnage empala a Scream con su mano y gruñe que él es la voz dentro de su cabeza diciéndole que se quede y muera. Scream lo atrapa con un zarcillo de pelo y lo golpea contra la carne que cuelga, Andi notando que incluso con un simbionte ella no es lo suficientemente poderosa para luchar contra él. Lamentando que ni siquiera conocía el nombre de Patricia Robertson antes de que el simbionte Scream se uniera a ella, Andi jura no dejar que su sacrificio sea en vano. Capullando a Carnage en su cabello, Scream lo arroja a un armario de carne, cierra la puerta y huye. Rompiendo la puerta de sus bisagras, Carnage nota que Andi se ha escapado y se queja de que tendrá que esperar otra revancha con ella antes de volverse para cosechar los códices Mania y Scream del cadáver de Patricia.

### Lee Price
Lee Price y un par de matones contratados emboscaron a Andi mientras patrullaba, disparándola con lanzallamas y una pistola sónica de alta potencia para separarla del simbionte. Mientras Andi sobrevivió (aunque gravemente herido), Price tomó el simbionte para sí mismo y se rebautizó a sí mismo como "Maniac". Lee usó el simbionte Maniac para tomar el control de los criminales y armar su propio sindicato, forzando piezas del simbionte Maniac en la cara de las personas para doblegarlas a su voluntad.
Cuando Spider-Man, Agente Anti-Venom, Venom, Gata Negra y Andi unieron sus fuerzas para detenerlo, usaron armas recubiertas con un suero Anti-Venom desarrollado por Alchemax para liberar a los que estaban bajo el control de Maniac. Con su ejército derrotado, Maniac ordenó a los restos del simbionte Maniac que regresaran a él, haciéndolo más fuerte y exponencialmente más grande. Mientras que Maniac inicialmente dominó a los héroes, Black Cat notó que aquellos liberados de su control por Anti-Venom desarrollaron inmunidad. Spider-Man hizo que el Agente Anti-Venom absorbiera una muestra de su sangre para absorber sus propiedades "Anti-Maniac". Con sus habilidades mejoradas, Anti-Venom derribó a Maniac, debilitando severamente al simbionte Maniac, aunque sobrevivió y permaneció unido a Price, quien luego fue detenido y llevado por las autoridades.
Cuando Kasady estaba recolectando el códice dejado dentro de los cuerpos de los anfitriones anteriores para liberar a Knull, Kasady se disfrazó de Brock y fue a la cárcel donde mató a Lee después de absorber el simbionte Maniac de él, culpándolo a Brock por el asesinato que siguió.

## Otras versiones
Se ve una versión de Mania formando equipo con Adam Warlock, Spider-Man, Valquiria y una versión femenina de Visión. Fue detectada brevemente por un registrador rigelliano después de que entró en una grieta en el Universo Prime Marvel.

## En otros medios

### Televisión
El simbionte Mania aparece en la serie animada Spider-Man: Maximum Venom, con la voz de Carla Jeffery.Esta versión es la alegre hermana mayor del simbionte Venom que fue creada por Knull para servir como miembro de las Hermanas Simbiontes junto a Scream y Scorn, que se une a un anfitrión sin nombre con características y habilidades arácnidas.

### Videojuegos
- Tanto Andi Benton / Mania como Lee Price / Maniac aparecen como personajes jugables en Spider-Man Unlimited.
- Andi Benton / Scream aparece como un personaje jugable en Marvel Future Fight.